# De Ster (Geesteren)
De Ster is een korenmolen in Geesteren in de Nederlandse provincie Gelderland.
De molen werd oorspronkelijk in 1859 gebouwd. In 1866, 1900 en 1902 is de houten bovenbouw afgebrand. Alle drie de keren verrees er een nieuwe houten achtkant op de stenen onderbouw uit 1859. Tot 1966 bleef de molen in bedrijf. Ondanks dat de molen in 1959 nog geheel bedrijfsvaardig was gerestaureerd, werd het binnenwerk in '66 geheel uit de molen gesloopt om plaats te maken voor silo's. Ruim tien jaar later echter kocht de toenmalige gemeente Borculo de molen aan waarna de molen in 1979 en 1980 weer geheel maalvaardig werd gerestaureerd.
Thans is de molen eigendom van de gemeente Berkelland. Een vrijwillig molenaar maalt wekelijks op windkracht veevoer met de molen. De roeden zijn 23,20 meter lang en zijn vanaf 1980 voorzien van het Oudhollands hekwerk met zeilen. In 1959 werd de zelfzwichting, die maar op een roede zat, op een binnenroede vervangen door het Ten Have-systeem en een Van Busselneus en op de buitenroede door Oudhollands.
De molen heeft voor het op de wind zetten een neutenkruiwerk en kan gekruid worden met een kruiwiel en een elektromotor.
De molen wordt gevangen, stilgezet, met een vlaamse vang, die bediend wordt met een wipstok.
De molen is ingericht met één koppel 16der (140 cm doorsnede) kunststenen, dat voorzien is van een balanceerrijn. Ook heeft de molen een buil die aangedreven wordt via de bolspil van het maalkoppel.
Voor het luien en afschieten is er een sleep luiwerk.
Sinds 2010 is het mogelijk om te trouwen in molen De Ster. Op 28 mei 2010 werd het eerste stel hier in de echt verbonden.
In de molen hangen veel molenpuzzels.

## Overbrengingen
- De overbrengingsverhouding is 1 : 6,48.
- Het bovenwiel heeft 62 kammen en de bonkelaar heeft 27 kammen. De koningsspil draait hierdoor 2,30 keer sneller dan de bovenas. De steek, de afstand tussen de staven, is 11,6 cm.
- Het spoorwiel heeft 79 kammen en het steenrondsel 28 staven. Het steenrondsel draait hierdoor 2,82 keer sneller dan de koningsspil en 6,48 keer sneller dan de bovenas. De steek is 10,4 cm.

## Fotogalerij

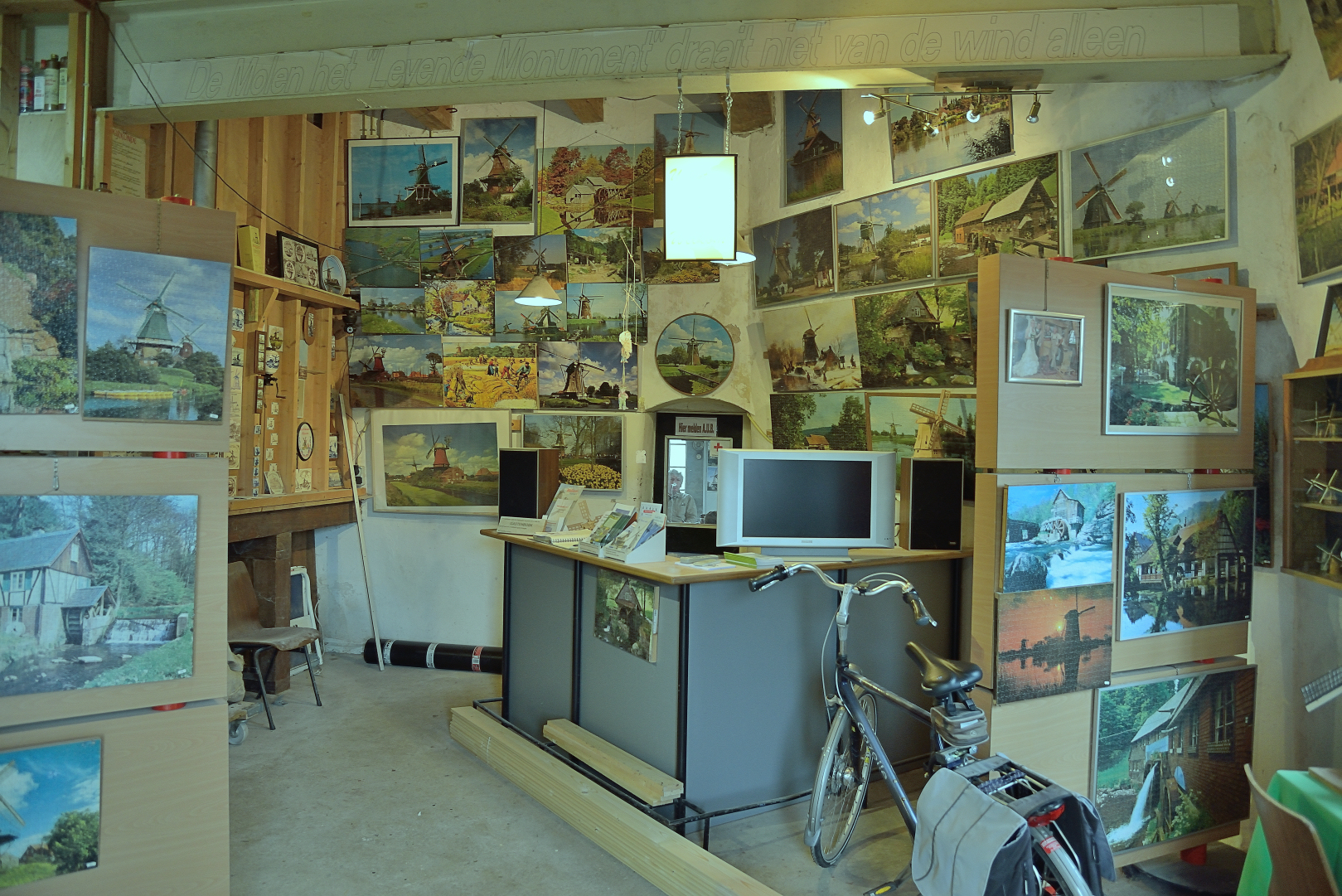
Toonbank
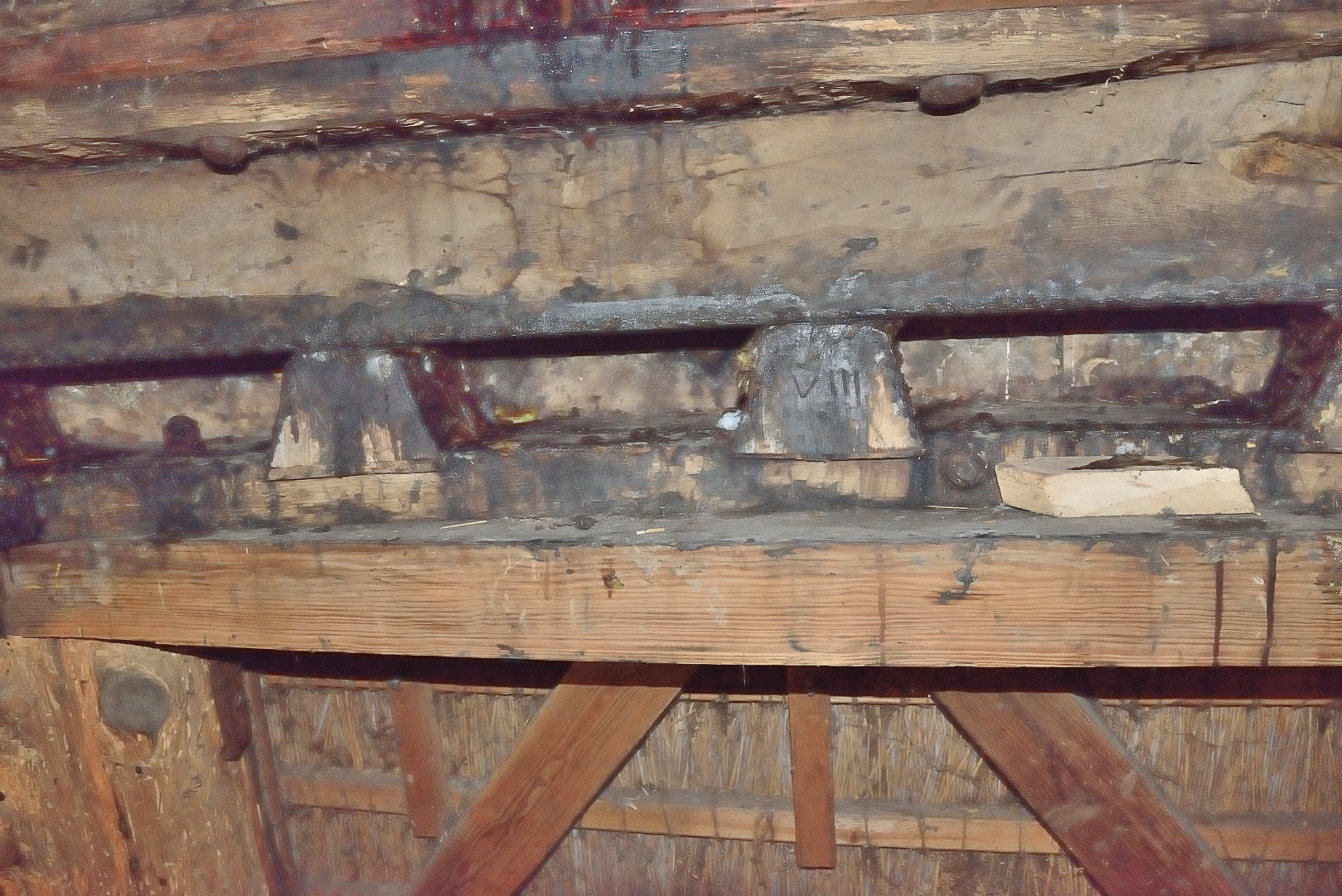
Kruineuten
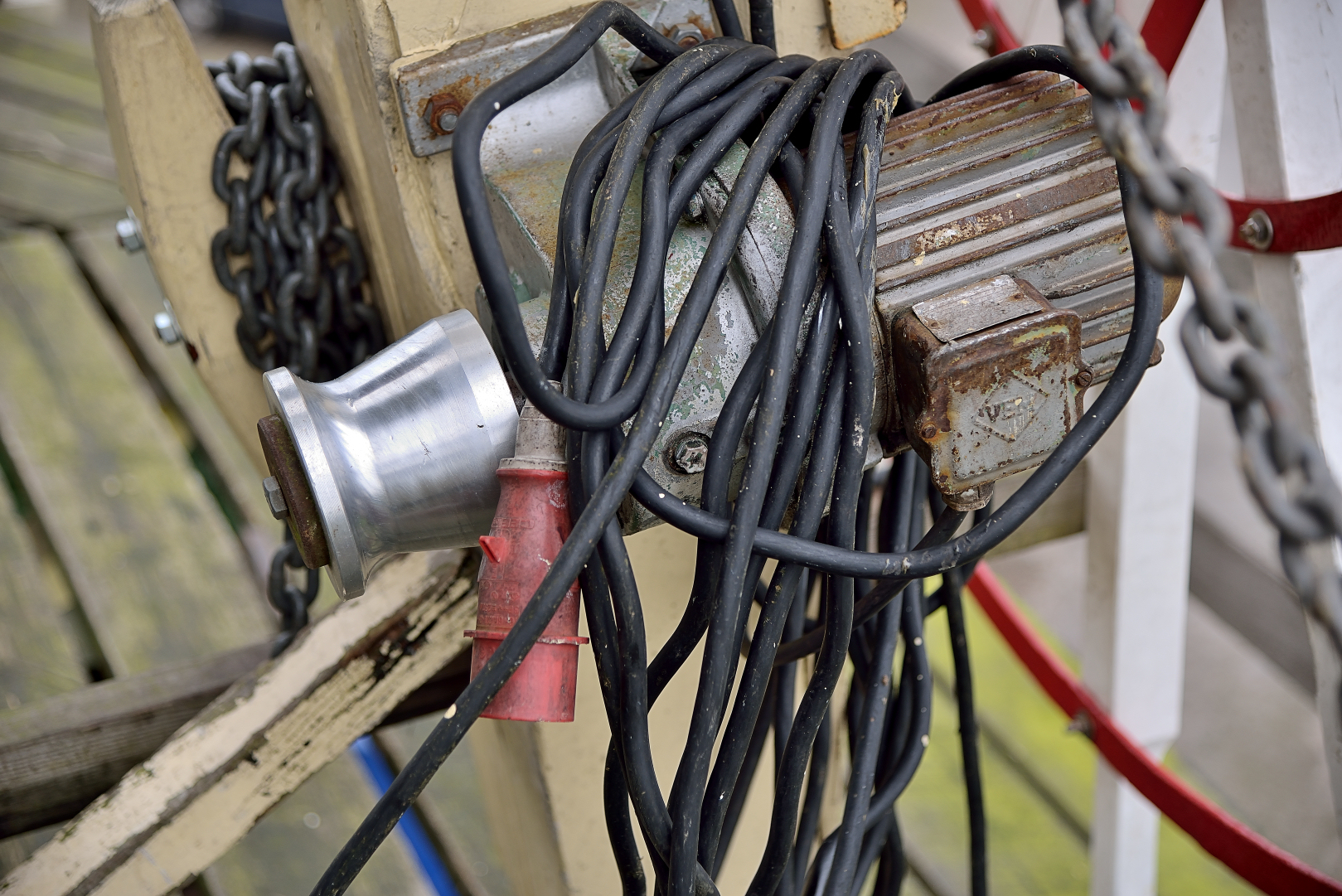
Kruimotor
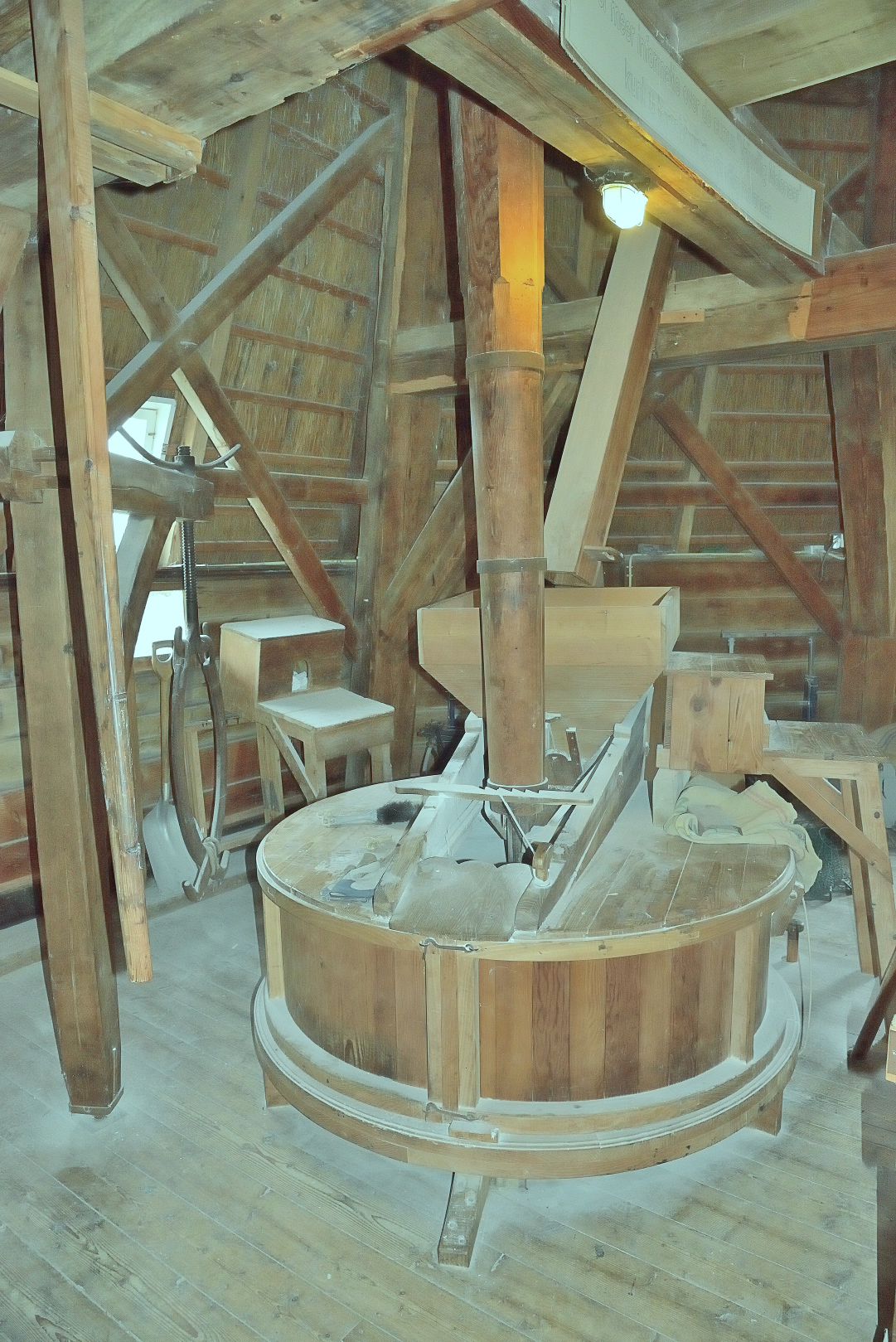
Maalkoppel
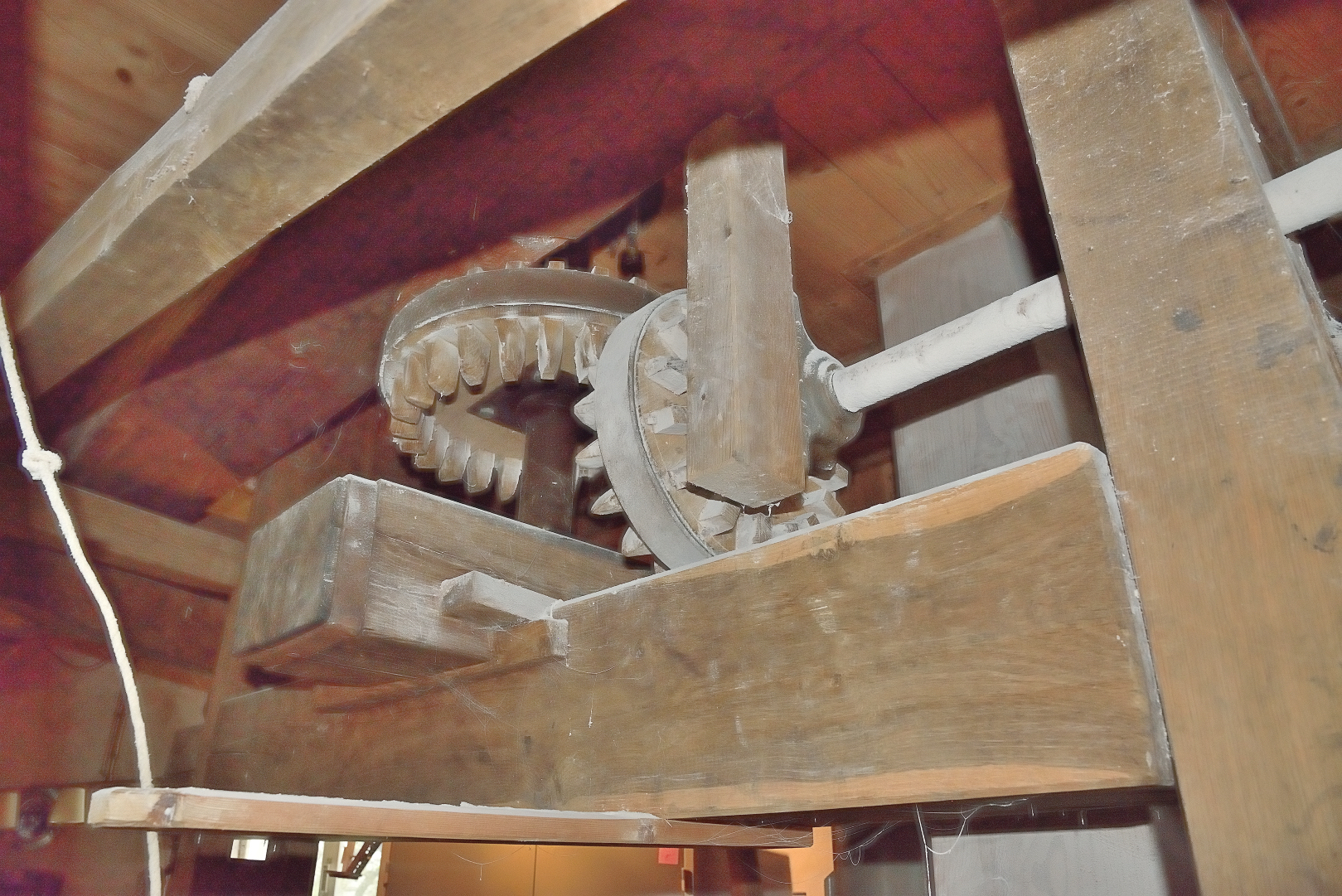
Aandrijving buil via bolspil
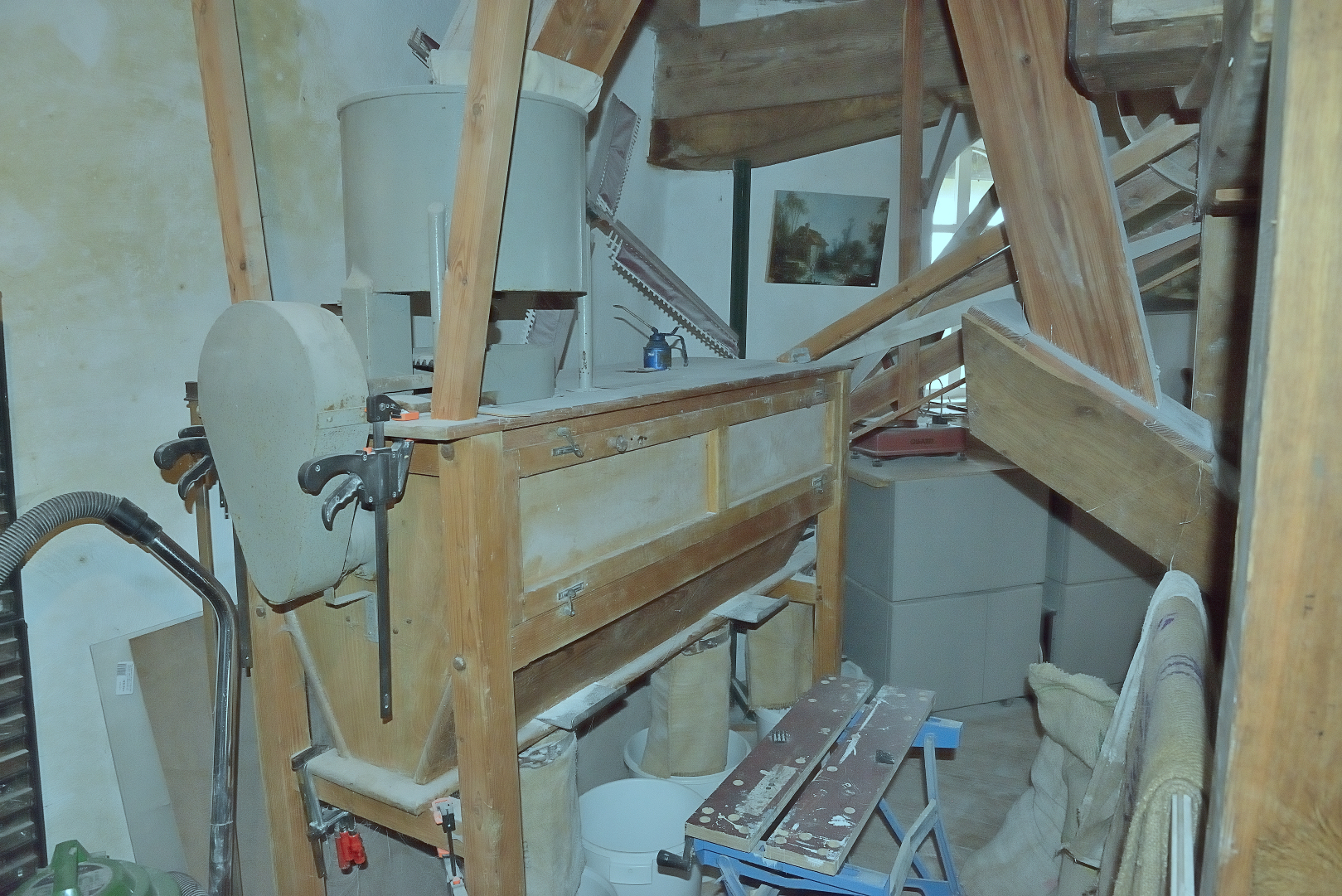
Buil